# 曾侯乙编钟
曾侯乙编钟是1978年在湖北省随县（今随州市）曾侯乙墓中出土的一套编钟，属于国家一级文物及首批禁止出境展览文物，现藏于湖北省博物馆。曾侯乙編鐘是迄今已發現的古代編鐘中數量最多、規模最大、保存最好、音律最全、音域最廣的樂器，證明在春秋战国时期（公元前5世紀），中國已經有七聲音階及絕對音高的概念，表明周代的文化與科技已達到很高的水準。

## 出土经过
开挖曾侯乙墓后打开椁板，发现椁板下已被泥水浸泡，待水逐渐抽去，编钟露出水面，大致保持下葬时的状态，分两面呈直角折尺形立放。编钟中，45件甬钟上有铭文“曾侯乙乍𠱾”，因此得名曾侯乙编钟。

## 形制
曾侯乙編鐘數量巨大，完整無缺。编钟的钟架高大，由长短不同的两面木架垂直相交组成，长面位于墓西，长7.48米，高2.65米；靠南的一面长3.35米，高2.73米。在木架中有7根彩绘木梁，两端以蟠龙纹铜套加固。6个铜铸佩剑武士和8根圆柱承托住整个编钟，形成上、中、下三层。钟架及挂钩有246个。銅人著長袍，腰束帶，神情肅穆。

### 分類
曾侯乙编钟共65件，按大小和音高為序編成8組懸掛在3層鐘架上。
上层三组为钮钟，19件。形體較小，有方形鈕，有篆體銘文，但文為圓柱形，枚為柱狀字較少，只標註音名。

曾侯乙編鐘，下層大型长枚甬鐘与鎛鐘

中层三组为甬钟，33件。分短枚、无枚、长枚三式。
下层为两组大型长枚甬钟，12件。有長柄，鐘體遍飾浮雕式蟠虺紋，細密精緻。
鐘上有錯金銘文，除「曾侯乙乍𠱾」外，都是關於音樂方面的。在鼓中部和左面標出不同音高如宮、羽、宮曾等22個名稱，另一面鑄有律名、調式和高音名稱以及曾國與楚、周、齊、晉的律名和音階名稱的對應關係。
另有楚惠王送的鎛鐘，1件。楚王酓章鎛鐘位於下層甬鍾中間，形體碩大，鈕飾為兩對蟠龍對峙，其下一對回首卷尾，其上一對引頸對銜。鉦部兩側以浮雕龍紋為襯地，並有五個圓泡形飾呈梅花狀排列，器表亦作蟠虺裝飾，枚扁平近於橢圓，口平。正面鉦間鑄銘：「隹王五十又六祀，返自西陽，楚王酓章乍曾侯乙宗彝，奠之於西陽，其永𠱾用享」。記述此鎛鍾乃楚惠王贈送的殉葬品。楚惠王得知曾侯乙去世的消息之後，於在位第56年（公元前433年）特製鎛鍾用作祭祀。這為編鐘鑄造和該墓下葬年代提供了可考的依據。
最大的1件通高152.3厘米，重203.6千克；最小的1件通高20.2厘米，重2.4千克；鐘體總重2567千克，加上鍾架(含掛鈎)銅質部分，合計4421.48千克，是中国出土的最大的青铜编钟。

### 懸掛
編鐘的懸掛有三種方式：下層鍾用環掛式，掛鈎為爬虎套環和雙杆套環兩種中層鍾用鉤掛式，掛鈎為框架鉤和焊鉤兩種；上層鍾用插掛式，是以插銷入揮、串鉤鍾鈕。
鍾及架的裝飾，取有人、獸、龍、花、幾何形等多種題材，採用了圓雕、浮雕、陰刻、雕繪、線描等多種技法。加之的精巧布局和細微刻劃，具有美化效果。整架編鐘，宏觀巍峨莊重，微觀精美華麗，是為藝術佳作。
鐘上均鑄有篆書銘文，共2828字，其內容反映戰國時期樂律學之高度水準，對研究戰國歷史、音樂和冶鑄技術等，都有著極高的價值。

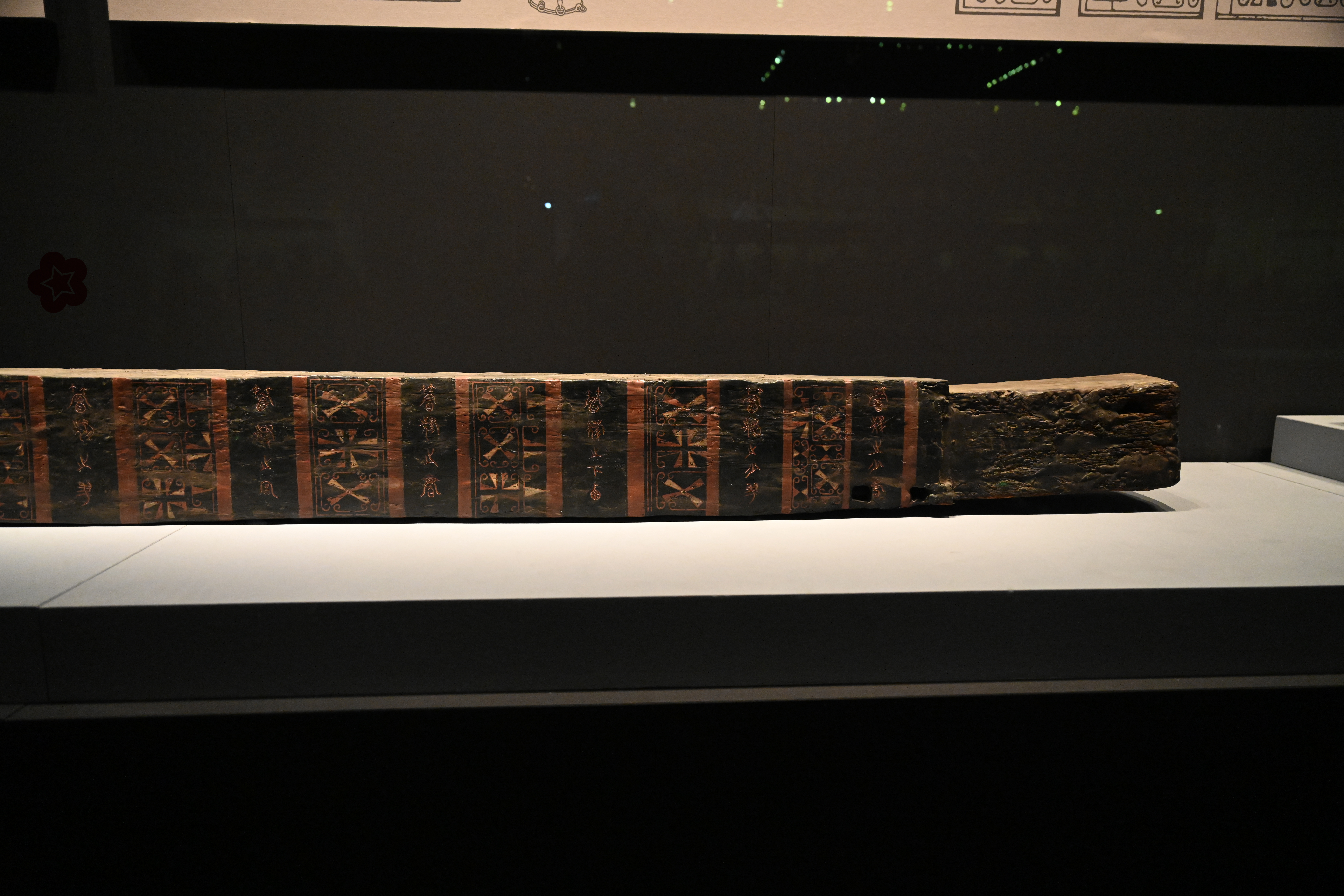
曾侯乙编钟钟簨（编钟架横梁）
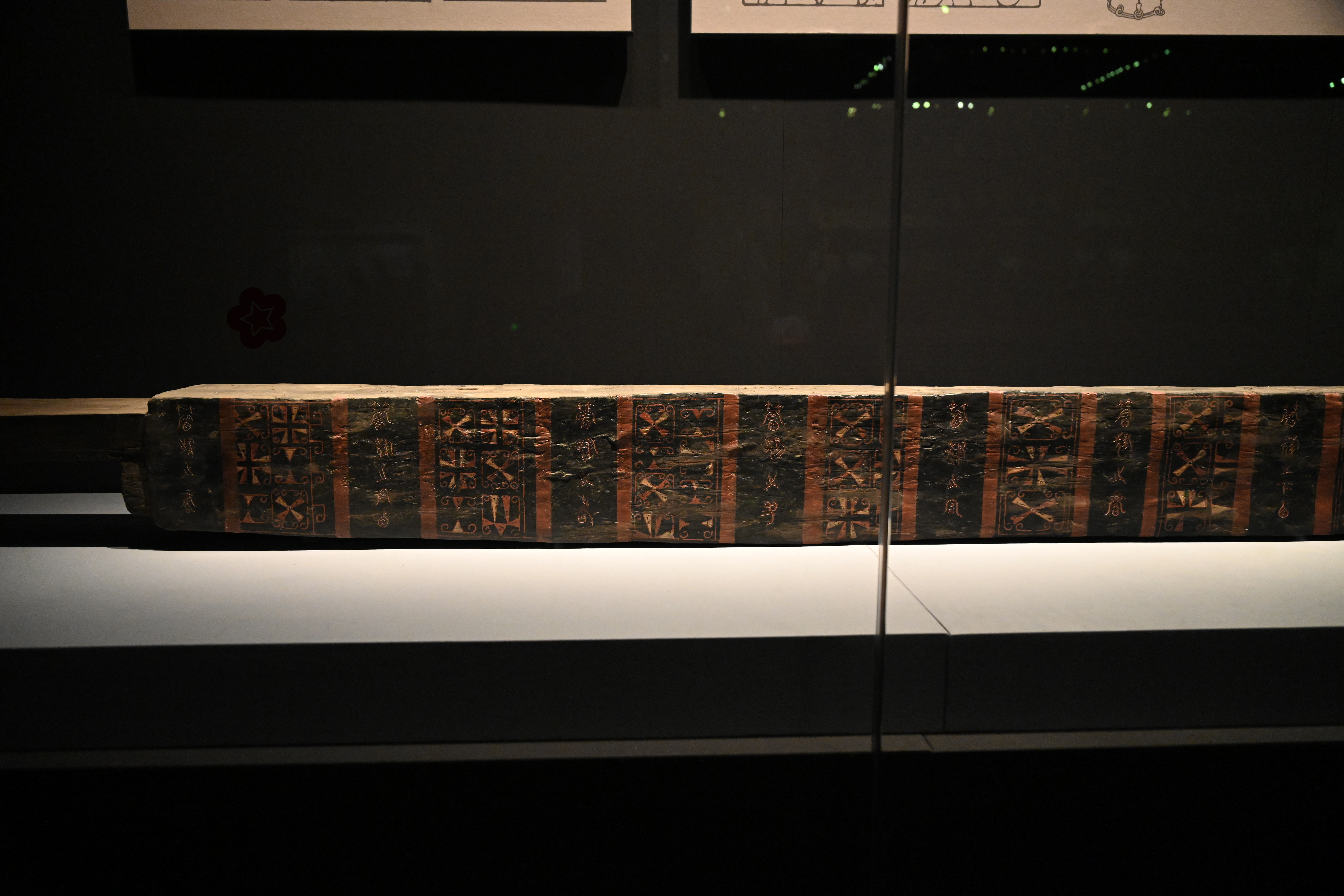
曾侯乙编钟钟簨（编钟架横梁）
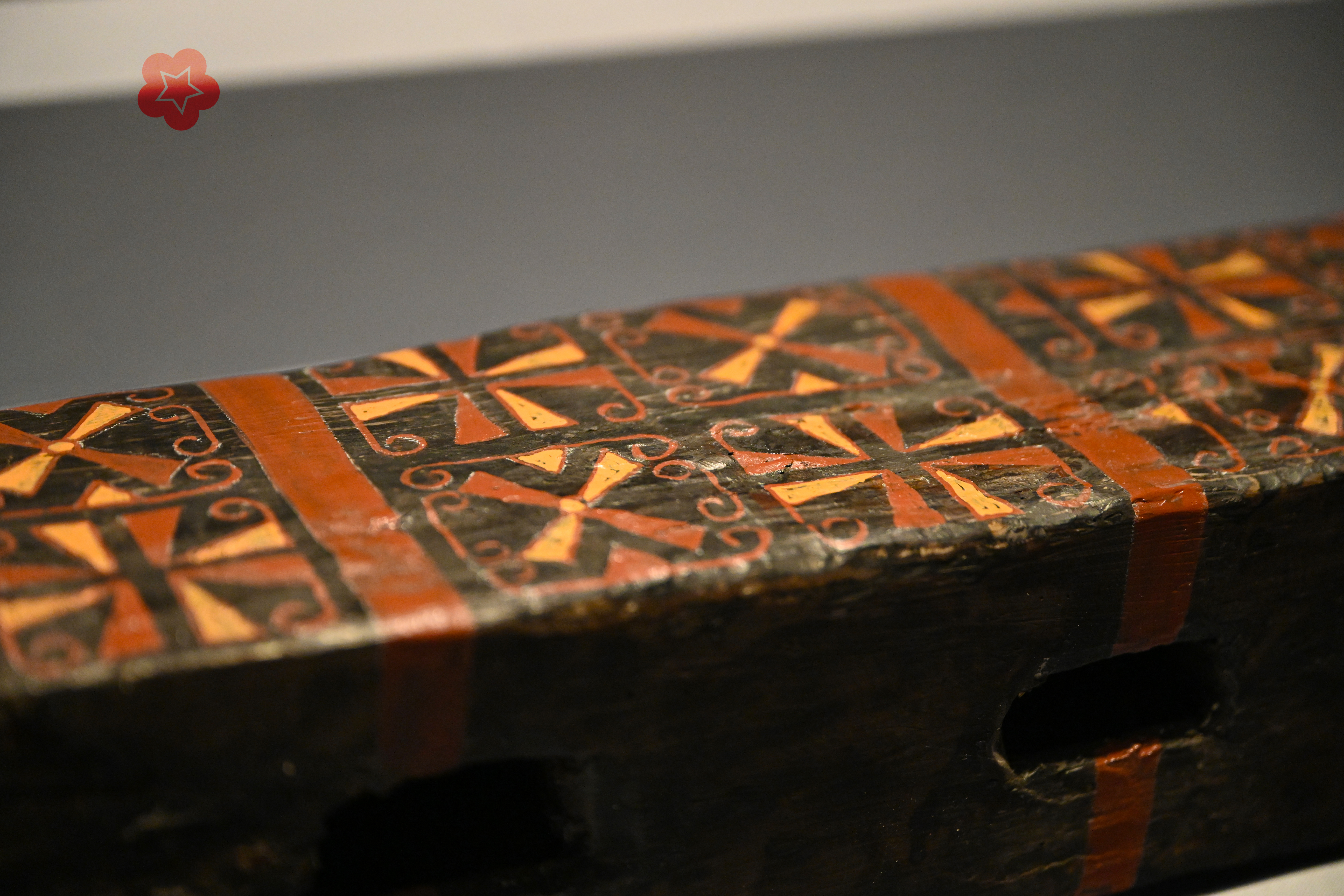
曾侯乙编钟钟簨（编钟架横梁）
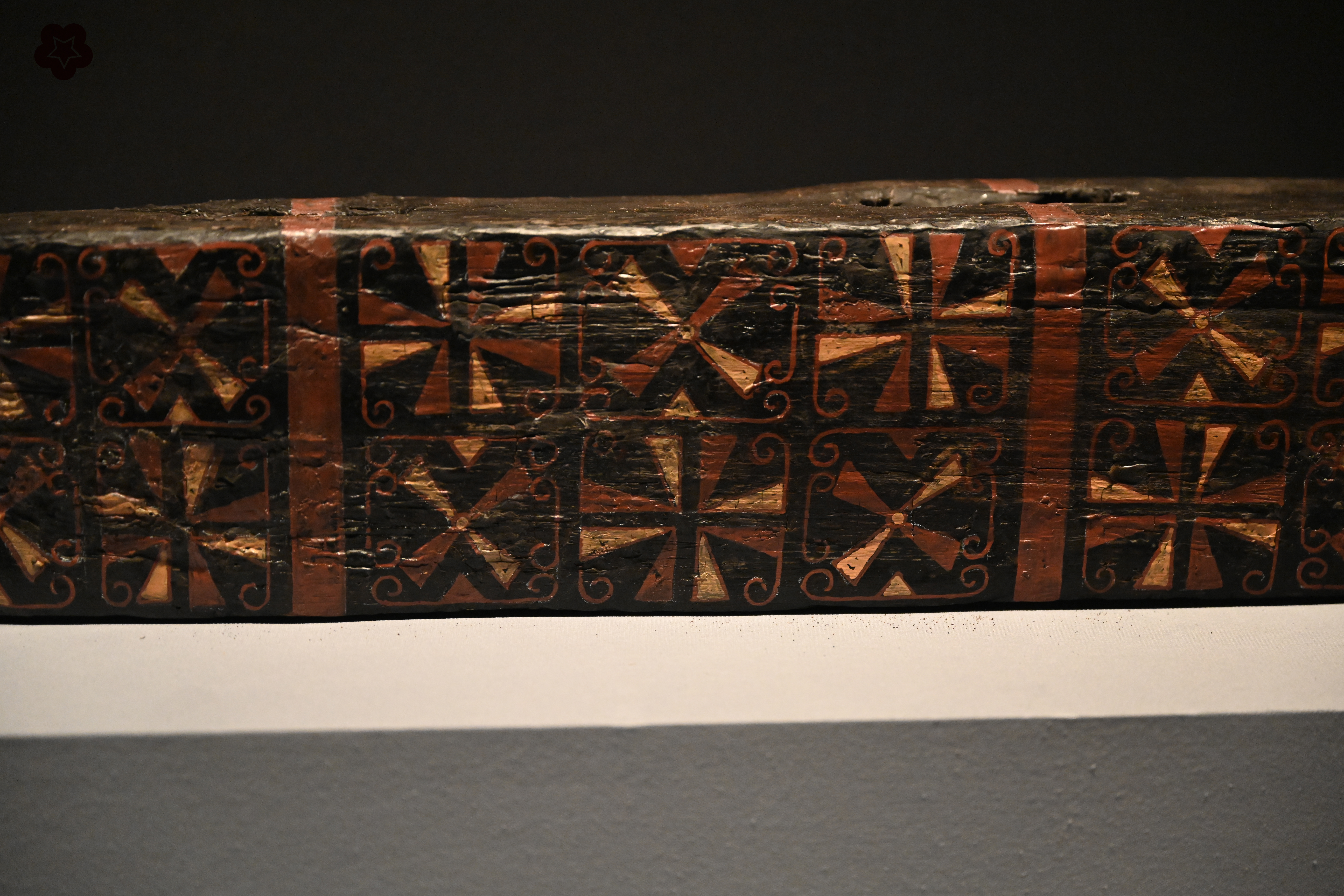
曾侯乙编钟钟簨（编钟架横梁）
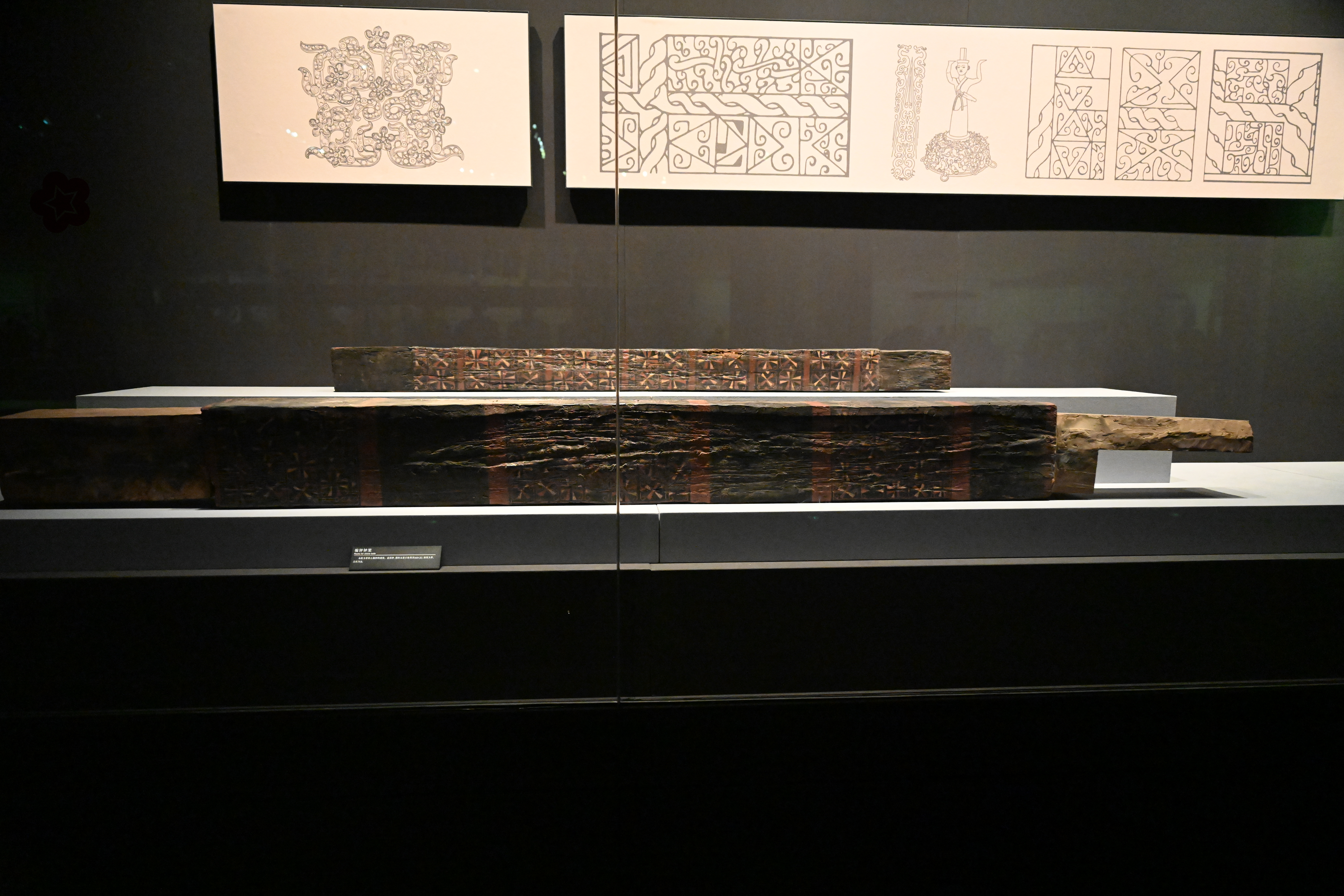
曾侯乙编钟钟簨（编钟架横梁）
曾侯乙编钟钟簨（编钟架横梁）

### 演奏
曾侯乙編鐘的擊奏工具共有八件。六件７字形小木槌，當由三人各執一對，分別掌奏中層的三組鍾，併兼顧上層鈕鍾，主奏旋律。兩件長215厘米、粗6.6厘米的彩繪大棒，由兩人分執，掌奏下層大鐘，可配以和聲，或烘托氣氛。
這套造型壯觀、配備齊全、音列充實、音頻準確的大型編鐘，堪數中國古代編鐘之最，並以其數量之多，鑄造之精，保存之好，音律之全，音域之廣，音色之美，樂律銘文之珍貴，被中外專家、學者稱之為「稀世珍寶」、「古代世界的第八大奇觀」，是「精神世界的聖山」，「文明古國的象徵」。這是中國迄今為止發現的數量最多、保存最完好的一套編鐘。

## 鑄造

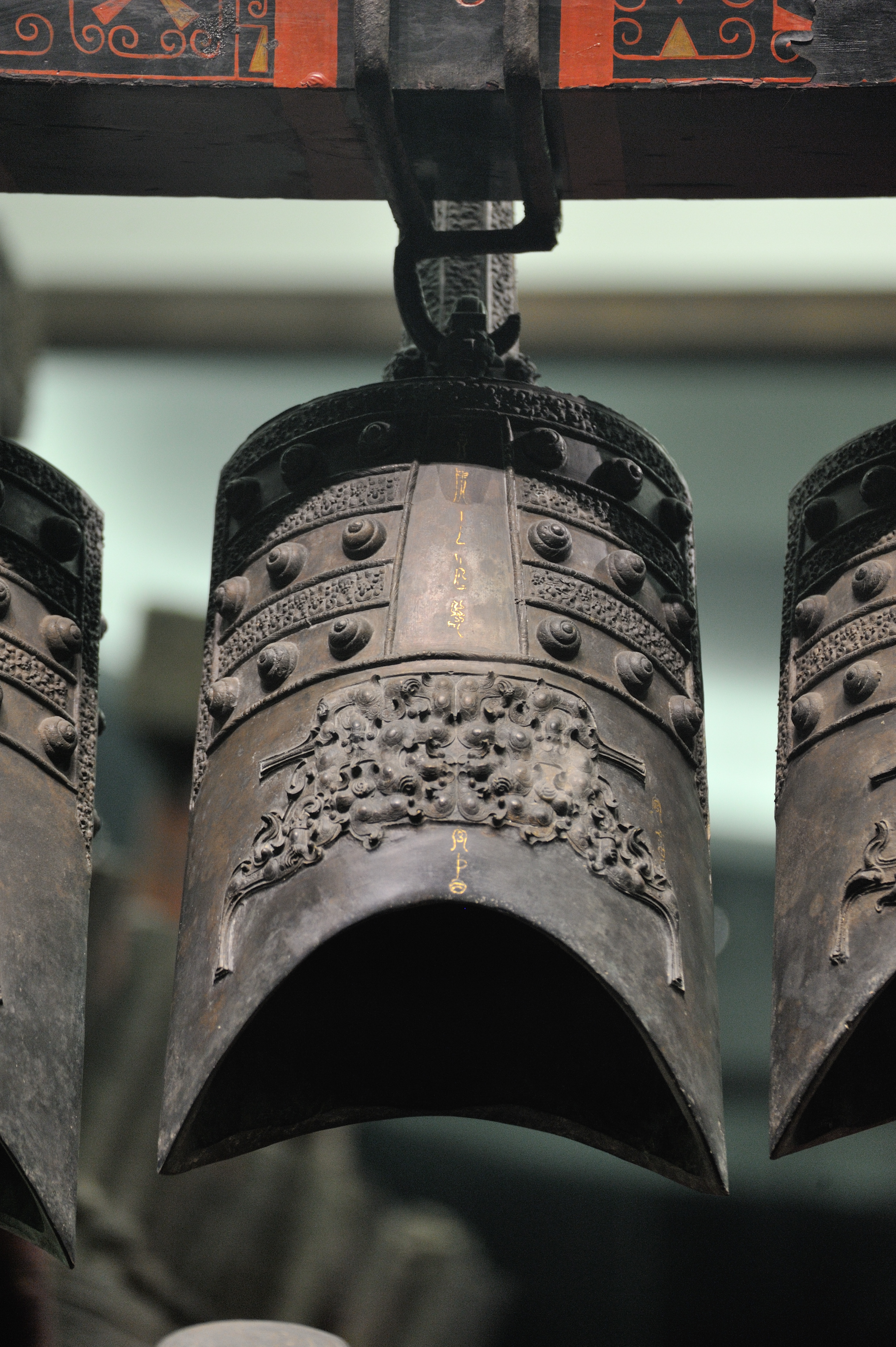
曾侯乙編鐘，中層短枚甬鐘

曾侯乙編鐘的鑄造，有造型、澆鑄和鑄後加工。

### 造型
曾侯乙編鐘的鑄型是由陶範組合而成，其中甬鐘的鑄型需要136塊範、芯。

### 澆鑄
上層鈕鐘，中層甬鐘是倒置澆鑄而成；下層甬鐘是正置澆鑄而成。
《周禮·考工記》中記載，“金有六齊（劑），六分其金而錫居一，謂之鐘鼎之齊。”曾侯乙編鐘的合金，銅含量73.66%～78.25%；錫含量為12.49%～14.46%；鉛含量一般小於2%；其他金属元素含量小于1‰。曾侯乙编钟的銅與錫的比例大約6:1。
實驗證明，當含錫量為5.76%～12.48%時，鐘的第二分音較強，聲音尖銳單調；當含錫量大於13.03%時，鐘的基音和第三、五分音較強，音色豐富悅耳；而當錫含量高于18%～20%時，青銅會脆而不經敲擊。少量含鉛（<3%）可以讓聲音變短，而含鉛量高又會時聲音乾澀。

### 鑄後加工
大多鐘在鑄後進行了磨礪加工。一方面，減少了鑄造的缺陷；另一方面，進行了調音。調音時的磨礪是對稱的。

## 音域
曾侯乙编钟深埋地下二千餘年，至今仍能演奏樂曲，音律準確，音色優美。這套编钟音域宽广，自C2（64.8Hz）至D7（2329.1Hz），共有五個八度音程，又一大二度。
中心音域内具十二半音，可以旋宫转调，演奏五聲、六聲和七聲音階的音樂作品，音色十分优美。每个钟可以敲出呈三度音程的两个乐音（即正鼓音、側鼓音。音差：小三度41个，大三度23个），且互不干扰，亦可同时敲击产生和声。全套编钟可以发出低音、中音和高音三种声音，下層的大鐘，聲音低沉渾厚，音量大、餘音長；中層較大的鐘，聲音圓潤明亮，音量較大、餘音也較長；中層較小的鐘，聲音清脆、嘹亮，音量較小、餘音較短；上層鈕鐘聲音透明純凈，音量較小、餘音稍長。
曾侯乙墓中还有敲击编钟的工具，中上层编钟用T字形木槌敲击，下层的大型甬钟用长圆木棒敲击。这种演奏方式在墓中出土的彩漆鸳鸯盒的彩绘上得到了印证。

## 音列
曾侯乙編鐘（以及曾侯乙編磬）上，豐富的文字資料，讓人們對先秦的樂學體系有了更深的認識。
曾侯乙編鐘採用了十二音位體系（是十二律體系的變種），這十二個音可以分為三組，“基”、“角”、“曾”。“四基”即四个基础音：徵、羽、宫、商。它们分别有两个变化音：“角”为基音上方大三度，“曾”为基音上方两个大三度。这样，十二个音可以包含在这三音组之中了。
| 音位 | G  | A♭   | A  | B♭   | B    | C  | C#   | D  | E♭   | E    | F    | F#   |
| ---- | -- | ---- | -- | ---- | ---- | -- | ---- | -- | ---- | ---- | ---- | ---- |
| 基   | 徵 |      | 羽 |      |      | 宮 |      | 商 |      |      |      |      |
| 角   |    |      |    |      | 徵角 |    | 羽角 |    |      | 宮角 |      | 商角 |
| 曾   |    | 宮曾 |    | 商曾 |      |    |      |    | 徵曾 |      | 羽曾 |      |

曾侯乙編鐘中，大多銘文標音都是以“姑洗”為宮。平均來看，姑洗為宮的音，比A440標準音的音高，要低35音分。而姑洗宮標準音，是甬鐘（中 · 二 · 8）的正鼓音，频率为256.4Hz。
同時，很多銘文闡述了不同階名的對應關係。比如“獸鐘之下角，穆鐘之商，姑洗之宮，濁新鐘之終”。
曾侯乙編鐘的低音區的音密集；高音區的音比較稀疏。
上層鈕鐘與甬鐘不同均。甬鐘是以姑洗為宮進行標音。上層二、三組鈕鐘以無鐸為宮的音列（無鐸均），上層一組鈕鐘，屬於濁文王均。它們可能來自於其他鐘組，同時，三組鈕鐘均五音不全。
中、下层甬鐘是曾侯乙編鐘的主體。
中層甬鐘，三組鐘構成相互重疊的三個音列。如果三組鐘正鼓音、側鼓音相互補充，可以在C4到G5之間，構成完備的半音階序列。中、低音部分，正鼓音按照徵、羽、宮、商、角重複排列。高音部分正鼓音、侧鼓音構成六聲音階：宮、商、角、羽曾、徵、羽（即 C6, D6, E6, F6, G6, A6, C7）。
下層甬鐘，兩組鐘的側鼓音不明顯，正鼓音可以構成七聲音階（下徵音階）。

## 复制
1979年3月，湖北省博物馆邀请中国科学院自然科学史研究所、武汉机械工艺研究所、武汉工学院、佛山球墨铸铁研究所商讨编钟复制的科研与试制工作，同年6月中国机械工程学会、全国铸造学会在武汉召开了传统精铸工艺鉴定会，会上提出了《关于复制湖北随县擂鼓墩曾侯乙墓编钟的请示报告》，时任湖北省委书记韩宁夫批准进行科研试制，国家文物局和湖北省机械局又分别拨出了科研试制专用经费，湖北省博物馆等五个单位在国家文物局主持下组建了曾侯乙编钟复制研究组，并将试制目的定为“在尽快的时间内，搞清楚编钟的成分，结构及音响变化规律，找到制造编钟的最佳方法，力图在外形、音色、音质、音频等方面，都能达到原有编钟的效果，即找到复制全套编钟的途径与技术措施”，后又邀请哈尔滨科技大学加入研究组。
编钟复制工作采用硅橡胶翻模，1982年底已复制出上层钮钟12件、中层甬钟14件、下层大甬钟2件，文化部文物事业管理局随即于1983年1月6日至9日在武汉召开了曾侯乙编钟复制研究成果鉴定会，会上通过了呼吁全套复制与多套复制的倡议书。1984年7月，全套编钟的复制工作全部完成，1984年9月通过文化部验收。此后经国家文物局批准，湖北省博物馆又先后为随州市博物馆、湖北省博物馆编钟馆、台湾鸿禧美术馆以及陕西黄帝陵等单位各复制了一套。
由于每次复制都需在原件上翻模，且每复制一次，硅胶模就被湖北省博物馆收回保存，截至2018年，曾侯乙编钟仅复制了5套。